# 取手警察署
取手警察署（とりでけいさつしょ）は、茨城県警察が管轄する警察署の一つである。署長は警視。
2017年現在、老朽化・狭隘化のため庁舎建て替え計画が進行中である。

## 所在地
- 茨城県取手市桑原字三升蒔耕地995番地1

## 管轄区域
- 取手市
- 守谷市
- 北相馬郡利根町

守谷市では、かねてより市民から守谷警察署新設の声が多く、茨城県警察本部への提出も行われている。しかし、守谷市の人口・面積を考慮すると単独での警察署新設は難しいことから､守谷市を含む管轄区域全域を十分にカバーできるように､取手市の守谷市寄りに取手警察署を移転することを検討している。

## 沿革
- 1876年（明治9年） 取手警察第九出張所
- 1877年（明治10年） 取手警察署
- 1948年（昭和23年）
  - 2月11日 国家地方警察北相馬地区警察署に改称。
  - 10月20日 国家地方警察取手地区警察署に改称。
- 1949年（昭和24年）5月20日 新庁舎開庁。北相馬郡取手町大字取手字雁小路292番地に移転（840坪）。
- 1954年（昭和29年）7月1日 茨城県取手警察署に改称（法改正に伴う）
- 1973年（昭和48年）5月22日 新庁舎開庁。取手市大字桑原字三升蒔耕地995番地1に移転。
- 2005年（平成17年）
  - 3月28日 取手市と藤代町の合併により、所在地住所を取手市桑原字三升蒔耕地995番地1に変更。
  - 12月6日 守谷駅痴漢冤罪事件を起こす。

## 組織
- 署長
- 副署長
- 刑事官
- 警務課
  - 警務係
  - 総合相談係
  - 被害者支援係
- 会計課
- 地域課
- 生活安全課
  - 銃刀係
- 刑事第一課
  - 鑑識係
- 刑事第二課
  - 告訴係
- 交通課
  - 企画・安全係
- 警備課

## 地区交番

### 守谷市
- 守谷地区交番 - 守谷市中央一丁目19番地8

### 利根町
- 利根地区交番 - 北相馬郡利根町大字中田切40番地

## 交番

### 取手市
- 戸頭交番 - 取手市戸頭四丁目20番30号
- 取手駅前交番 - 取手市中央町1番1号 ※移転案がある。
- 白山交番 - 取手市白山一丁目2番27号
- 藤代交番 - 取手市藤代700番地

### 守谷市
- 久保ケ丘交番 - 守谷市久保ケ丘一丁目19番地5（1995年（平成7年）4月に開所[3]）
- 南守谷交番 - 守谷市けやき台二丁目19番地（2005年（平成17年）3月に開所[3]）

### 廃止された交番
- 井野交番 - 取手市井野団地5番19号（2013年12月に廃止され取手駅前交番に統合。代わって白山交番が開所[4]）

## 駐在所

### 取手市
- 小文間駐在所 - 取手市小文間4191番地1
- 久賀駐在所 - 取手市上萱場48番地8

### 廃止された駐在所
- 山王駐在所 - 取手市和田1281番地1（藤代交番に統合の上、廃止。）